# 1-КГ-480

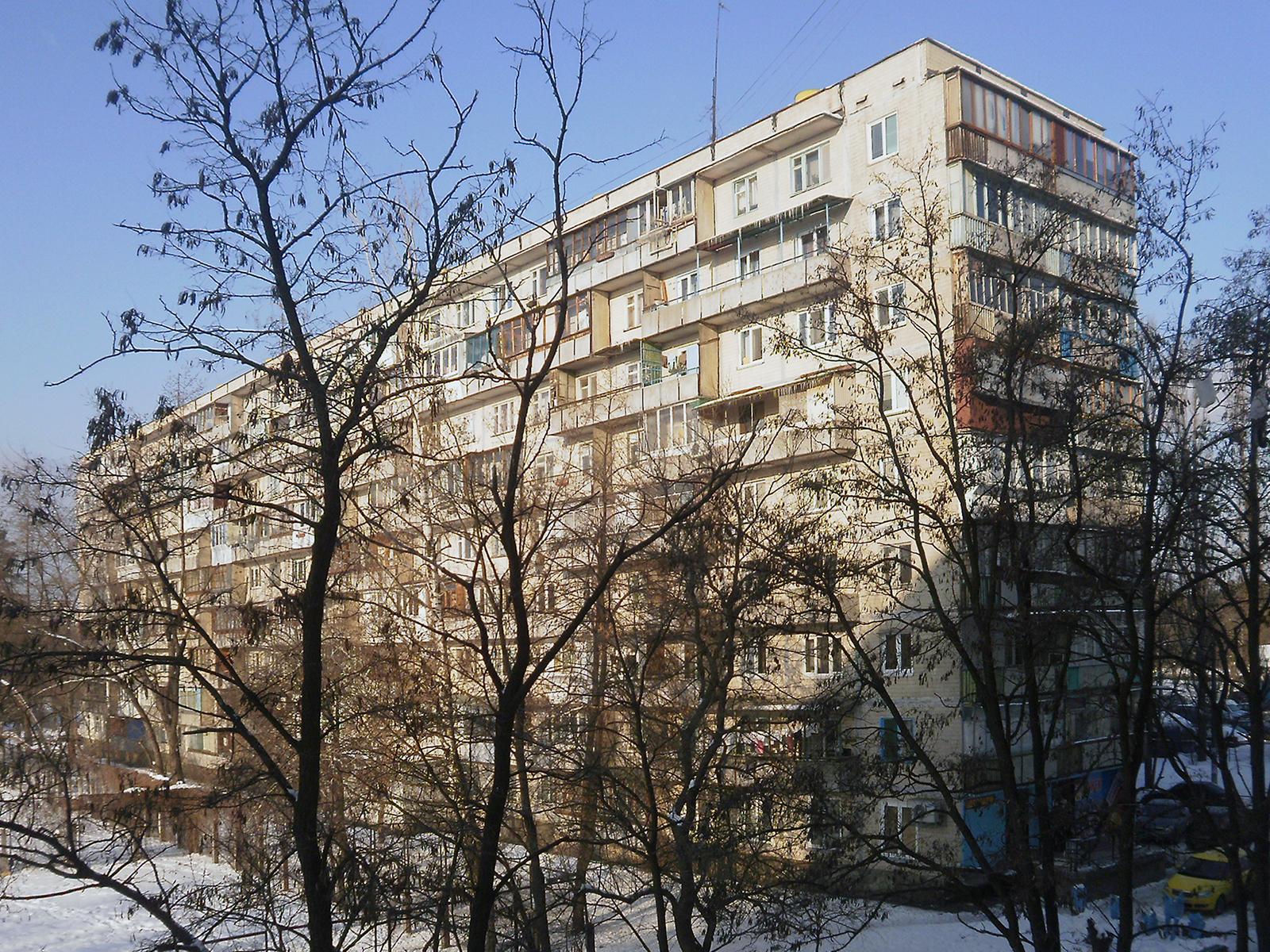
Лісовий, вул. Космонавта Поповича, 16, 1972 р. 1КГ-480-45

1-КГ-480 (також 1КГ-480), «чешка» — типова серія п'яти та дев'ятиповерхових житлових будинків для будівництва в Києві. Спочатку експериментальна серія будинків, що була розроблена інститутом КиївЗНДІЕП в 1960-х роках як альтернатива серій 1-480 та 1-480А. Це більш глибока переробка серії 1-480,  також з підвищенням кількості поверхів до дев'яти. Серія виявилася вдалою, набула широкого розповсюдження й стала одною з наймасовіших у Києві. Будинки цієї серії будували з 1960-х до початку 1980-х років. Різноманітні проєкти та їх варіації можна побачити в Києві, наприклад на Лісовому масиві, Русанівці, Оболоні, Березняках, Борщагівці та багатьох інших житлових масивах 60-х - 70-х років ХХ століття. Чимало будинків цієї серії побудовано в Київській області (Вишневе, Ірпінь, Українка, Біла Церква, Бровари, Буча), 1 будинок збудований у Вінниці (вул. Київська, 44). У серії крім багатоквартирних будинків існують проєкти гуртожитків та малосімейок. Також були створені малоповерхові (5-поверхові) версії дев'ятиповерхових проєктів цієї серії, що будувались в Київській області (наприклад, у селищі Калита). 2 5-поверхові версії є й у Києві, на Оболоні (первісно гуртожитки, нині адміністративні). Останній будинок цієї серії в Києві (малосімейний будинок з еркерними кімнатами) споруджено у 1980 році на житловому масиві Теремки-2.

## Особливості проєкту
1-КГ-480 — багатосекційний будинок з керамзитобетонних панелей. Рідше, з керамічних панелей, цегляних блоків та цегли. У порівнянні з 1-480 серія 1-КГ-480 була сильно перероблена — планування квартир та під'їздів зазнало глибоких змін. Наприклад, кімнати у двокімнатних квартирах стали ізольованими, санітарний вузол також частіше роздільний. Несучні стіни поздовжні. Зовнішні панелі з керамзитобетону, зовнішня сторона яких часто облицьована керамічною пліткою білого кольору типового розміру 65×120 мм. Рідше зовнішні стіни з цегли. Висота поверху 2,7 м. Проліт 5 м в осях або 4,82 м у світлі. Крок 3,2 м. Зовнішні стіни панельні з легкого бетону товщиною 35 см або з керамічні 38 см. Внутрішні стіни з багатопустотних панелей товщиною 22 см. Перекриття складаються з шатрових залізобетонних плит. Дах плаский, тришаровий з руберойду, стік дощової води облаштований всередині будівлі. Пізнаваною рисою серії стали вузькі довгі балкони, яки займають велику частину площини стін.
З 1968 по 1975 роки велика кількість будинків серії 1КГ-480 будувалась з балконами, розміщеними у шаховому порядку, згодом від цієї практики відмовились, повернувшись до початкових варіантів зовнішнього вигляду.
В будинку існують 1-, 2- та 3-кімнатні квартири, по 4 квартири на одному поверсі. Згідно з нормами СРСР для багатоповерхової забудови будинки облаштувалися пасажирськими ліфтами та сміттєпроводами на площадках між поверхами. Кухонне обладнання газове.
Так само, як у серії 1-480, недоліками серії 1-КГ-480 є маленька площа кухонь і санвузлів та застаріла алюмінієва електропроводка.

## Проєкти
Внаслідок великої популярності серія отримала велику кількість типових проєктів та їх модиіфкацій, які позначалися 1-КГ-480-ХХ. Найпоширенішими є проєкти 1-КГ-480-11у та 1-КГ-480-12у. В 1969 році розпочалося будівництво проєкту 1КГ-480-49 (Двоблокового будинку на 216 однокімнатних квартир для одиноких та сімей у дві особи (готельки).

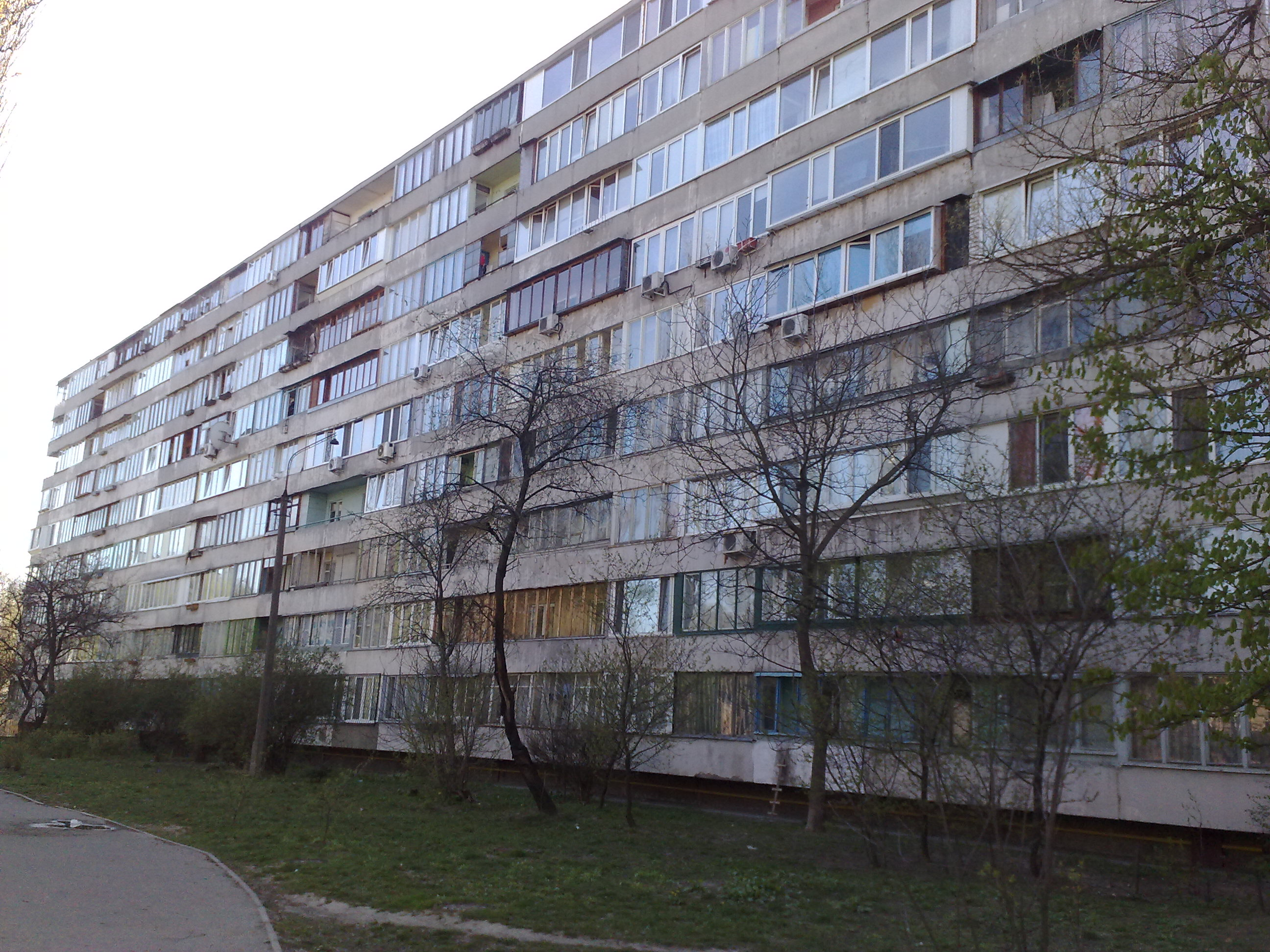
Залізничний масив, вул. Романа Ратушного, 31, 1966 р. 1КГ-480-12у
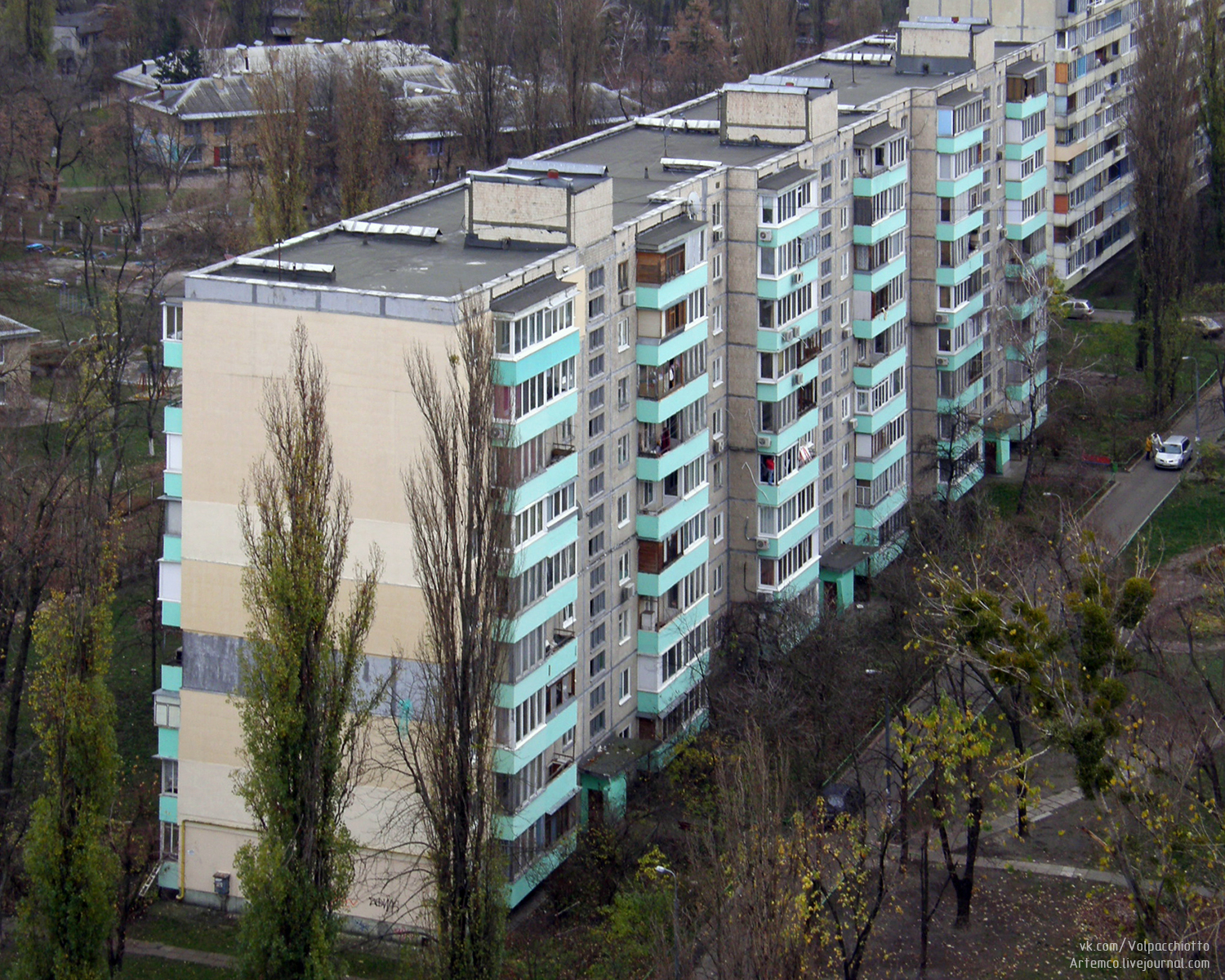
Русанівка, Русанівська наб., 14/1, 1966 р. 1КГ-480-12у
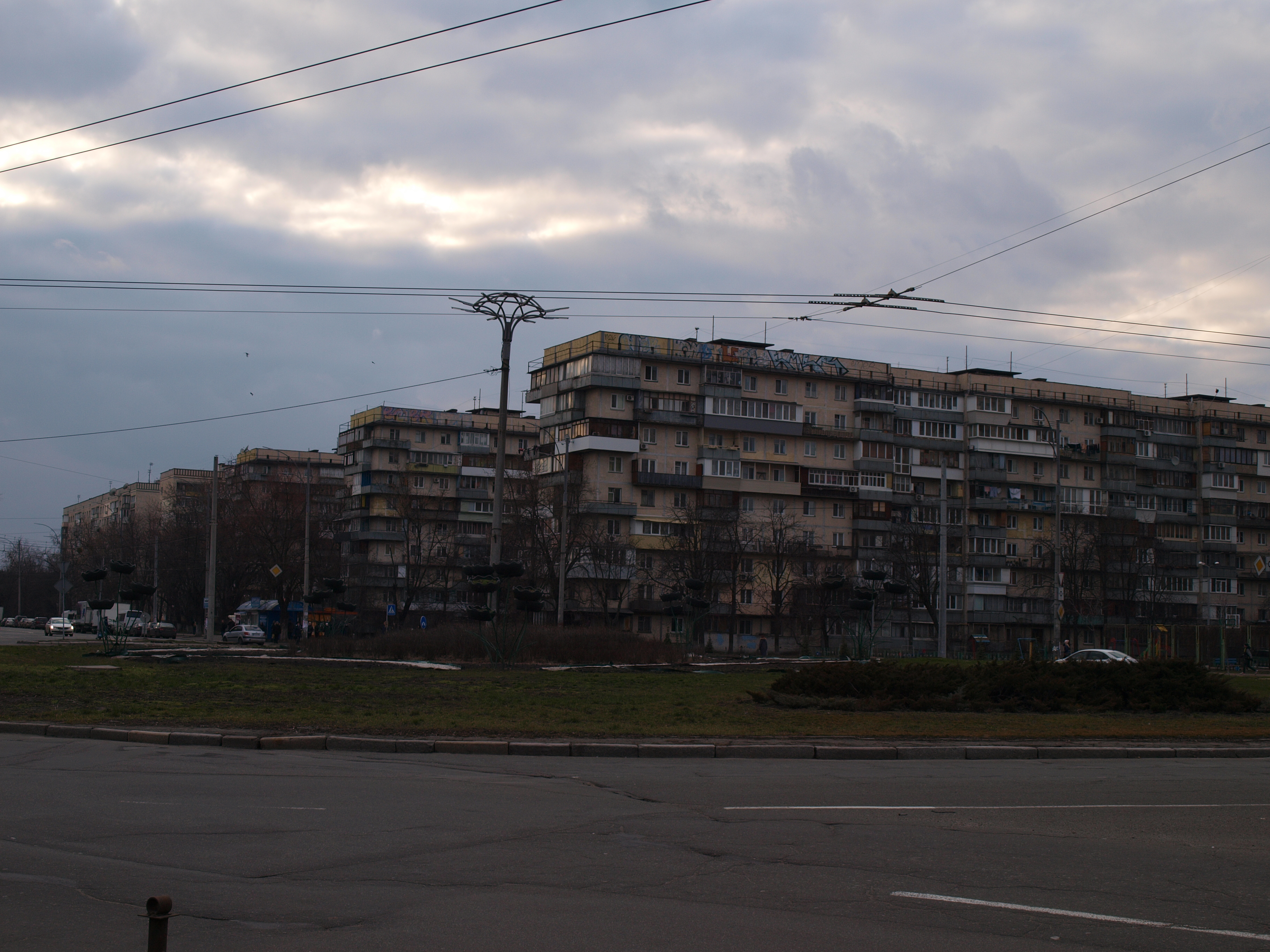
Лісовий, Лісовий просп., 1973 р. 1КГ-480-50
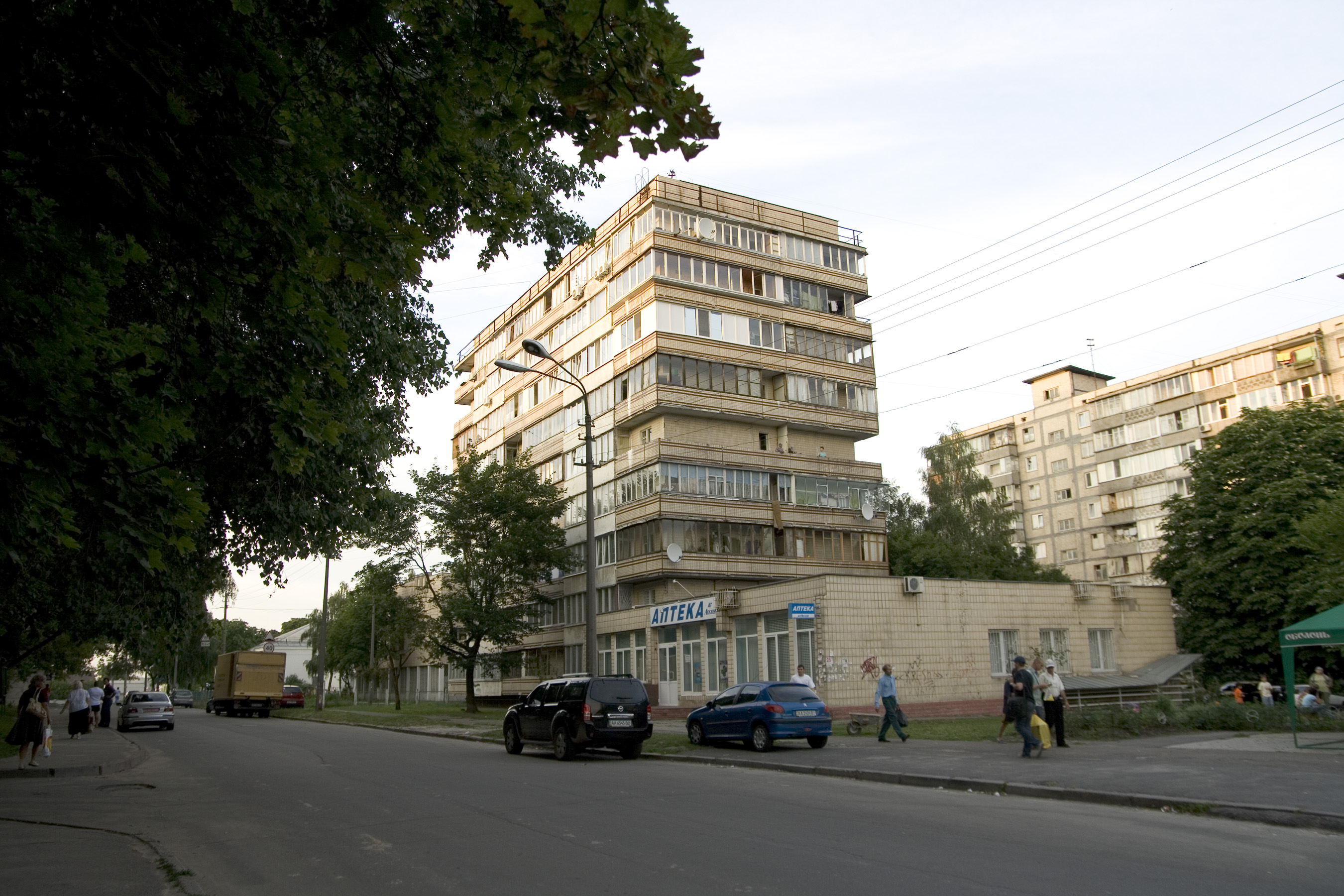
Залізничний масив, вул. Романа Ратушного, 3, 1976 р. 1КГ-480-11у/4  (54 квартирний) та вул. Романа Ратушного, 5, 1973 р. 1КГ-480-11у/2 на задньому плані
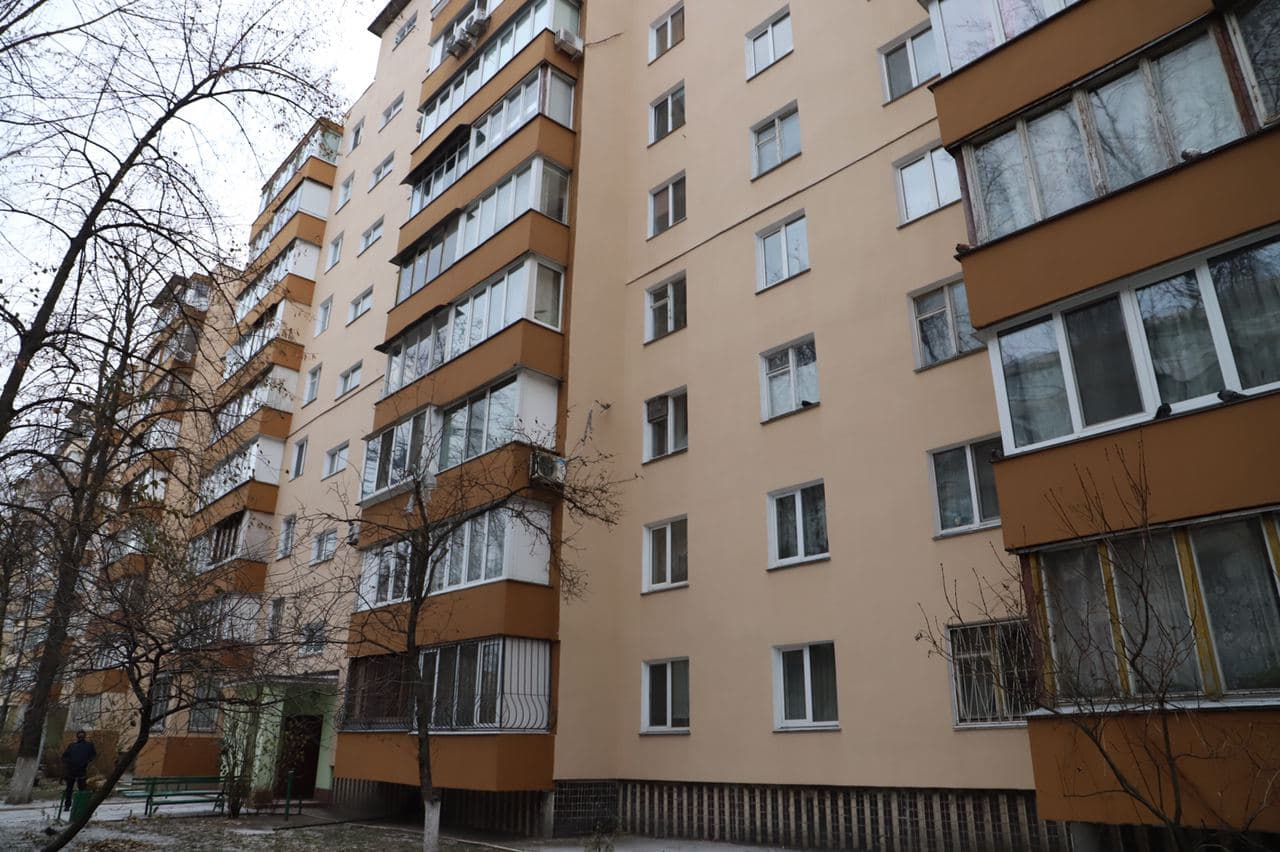
Лісовий, вул. Кубанської України, утеплений будинок 1КГ-480-12у
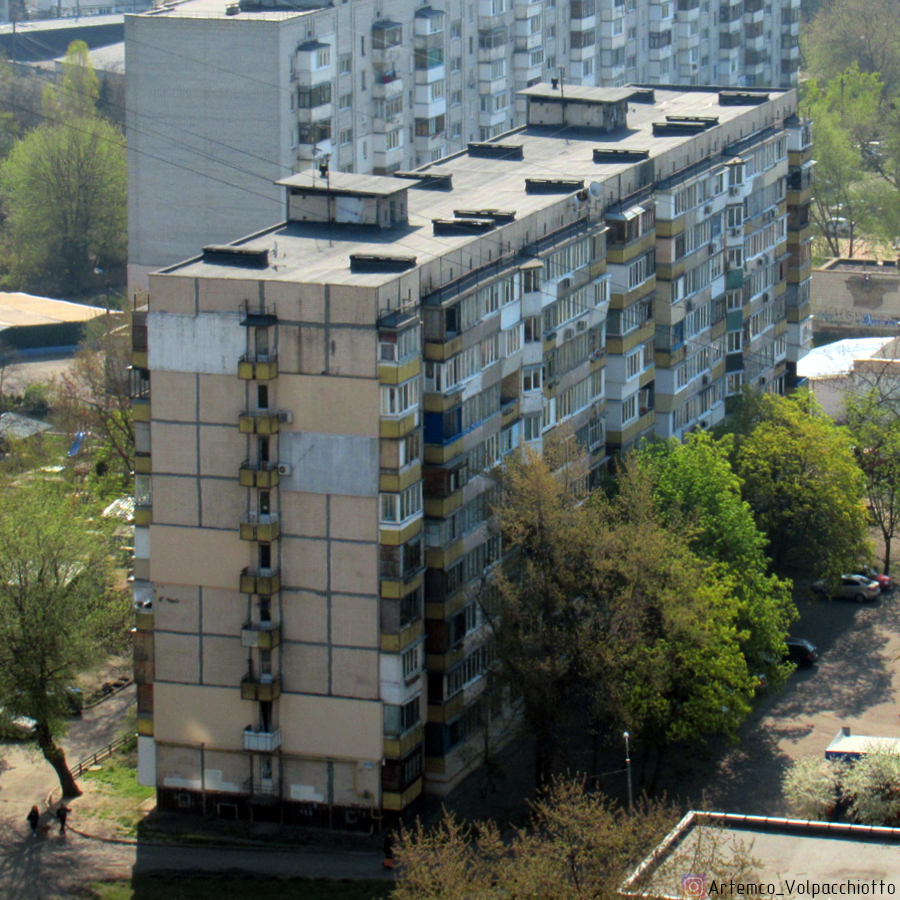
Стара Дарниця, вул. Празька, 25/2, 1977 – будинок для малосімейних (готелька) з еркерними кімнатами.[2] На фасаді з боку візкових зроблені трикутні балькони

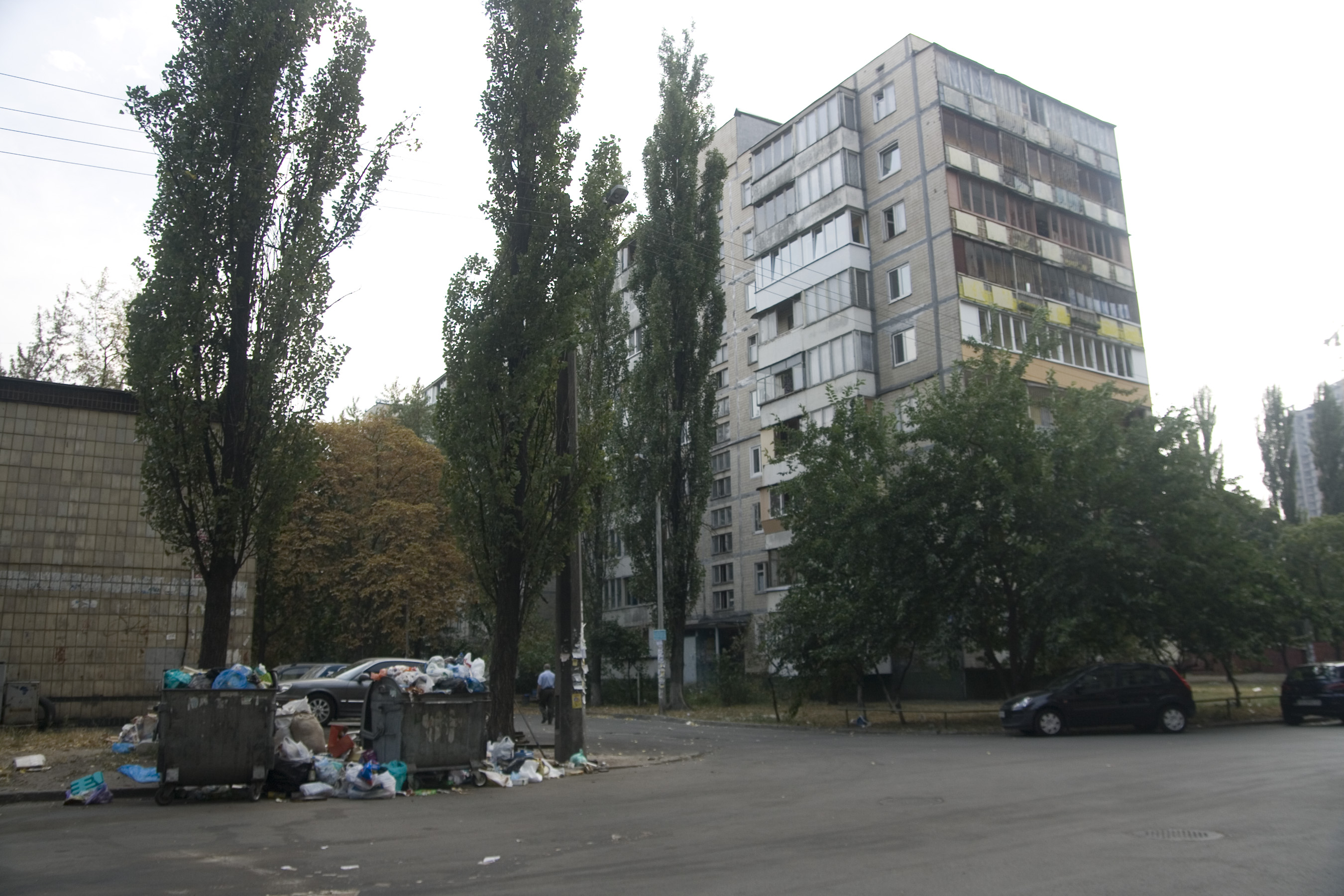
Березняки, вул. Миколайчука, 5/1, 1967 р. 1КГ-480-12у

### 1-КГ-480-12у
Варіант проєкту зразка 1965 року, що став одним з найбільш вдалих. На відміну від 1-КГ-480, тут покращено планування квартир, зручніші балкони (у тому числі на розі будинку), а один поверх за рахунок збільшення загальних розмірів секції вміщає шість квартир. Будинки серії 1-КГ-480-12у трисекційні, тобто в одному будинку 162 квартири.1-КГ-480-12у Проєкти та планування | my-Realty - Портал київської нерухомості

Будинки цієї серії характерні для Русанівки.

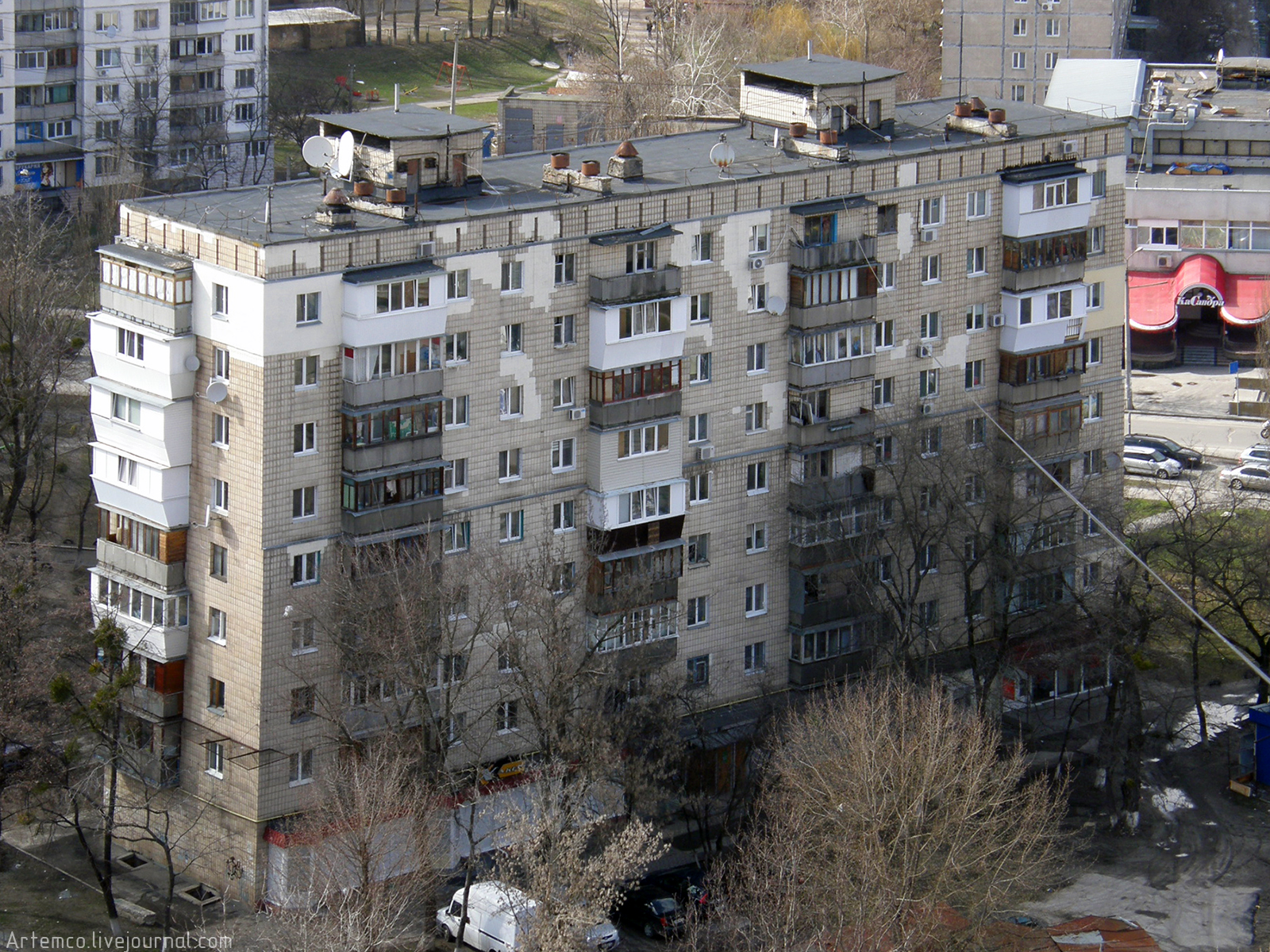
Київ, просп. Науки, 10, 1975 р. 1КГ-480-054

### цегляні 1-КГ-480-053, -054, -055, -56
Проєкти цегляних будинків, аналогічних панельним. Мають три варіанти подвійних блок-секцій на 72 квартири та один односекційний будинок (-56). 053 рядова права і торцова, 054 рядова ліва і торцова, 055 рядова.

## Список типових проєктів серії

### П'ятиповерхові будинки

#### Будинки з керамзито-бетонних панелей
1КГ-480-1                                                                                                                                                                   Двосекційний будинок на 30 квартир (*для обмеженого застосування з дозволу ГоловАПУ м. Києва)
1КГ-480-2                                                                                                                                                                    Двосекційний будинок на 30 квартир з еркерами (*для обмеженого застосування з дозволу ГоловАПУ м.Києва)
1КГ-480-3                                                                                                                                                               Чотирисекційний будинок на 60 квартир
1КГ-480-4                                                                                                                                                               Шестисекційний будинок на 90 або 89 квартир
1КГ-480-5                                                                                                                                                               Шестисекційний будинок на 90 або 89 квартир з еркерами
1КГ-480-6                                                                                                                                                             Восьмисекційний будинок на 120 або 119 квартир
1КГ-480-30                                                                                                                                                            Чотирисекційний будинок на 48 квартир з вбудованим на першому поверсі магазином
1КГ-480-33                                                                                                                                                              Шестисекційний будинок на 85 квартир з вбудованими в торцях підприємствами торгівлі та комунально-побутового обслуговування 
1КГ-480-39                                                                                                                                                              Шестисекційний будинок на 90 квартир для кооперативного будівництва
1КГ-480-ХХ                                                                                                                                                                            Одно або двосекційний гуртожиток з еркерними кімнатами 

#### Будинки з керамічних панелей
1КГ-480-15                                                                                                                                                                 Двосекційний будинок на 30 квартир (*для обмеженого застосування з дозволу ГоловАПУ м.Києва)
1КГ-480-16                                                                                                                                                             Чотирисекційний будинок на 60 квартир
1КГ-480-17                                                                                                                                                              Шестисекційний будинок на 89 квартир
1КГ-480-18                                                                                                                                                           Восьмисекційний будинок на 119 квартир
1КГ-480-31                                                                                                                                                            Чотирисекційний будинок на 48 квартир з вбудованим на першому поверсі магазином
1КГ-480-40                                                                                                                                                              Шестисекційний будинок на 90 квартир для кооперативного будівництва

#### Будинки з цегляних блоків та цегли
1КГ-480-19                                                                                                                                                                 Двосекційний будинок на 30 квартир (*для обмеженого застосування з дозволу ГоловАПУ м. Києва)
1КГ-480-20                                                                                                                                                             Чотирисекційний будинок на 60 квартир
1КГ-480-21                                                                                                                                                             Шестисекційний будинок на 89 квартир
1КГ-480-22                                                                                                                                                            Восьмисекційний будинок на 119 квартир
1КГ-480-23                                                                                                                                                                    Двосекційний будинок на 30 квартир з еркерами (*для обмеженого застосування з дозволу ГоловАПУ м.Києва)
1КГ-480-24                                                                                                                                                               Шестисекційний будинок на 89 квартир з еркерами

### Дев'ятиповерхові будинки

#### Будинки з керамзито-бетонних панелей меридіональної орієнтації
1КГ-480-7                                                                                                                                                               Шестисекційний будинок на 324 квартири
1КГ-480-8                                                                                                                                                               Чотирисекційний будинок на 216 квартир
1КГ-480-9                                                                                                                                                                    Трисекційний будинок на 162 квартири
1КГ-480-11у                                                                                                                                                           Чотирисекційний будинок на 216 квартир
1КГ-480-11у/2                                                                                                                                                            Двосекційний будинок на 108 квартир
1КГ-480-11у/4 (63 квартирний)                                                                                                                                 Односекційний будинок на 63 квартири
1КГ-480-11у/4 (54 квартирний)                                                                                                                                 Односекційний будинок на 54 квартири
1КГ-480-12у                                                                                                                                                                Трисекційний будинок на 162 квартири
1КГ-480-49                                                                                                                                                                 Двоблоковий будинок на 216 квартир для одиноких та сімей у дві особи                                                                (*Зустрічаються одноблокові будинки на 108 квартир та триблокові на 324 квартири)
1КГ-480-50                                                                                                                                                             Чотирисекційний будинок на 234 квартири (*для будівництва на нерівномірно стисливих ґрунтах)
1КГ-480-51                                                                                                                                                              Шестисекційний будинок на 341 квартиру (*для будівництва на нерівномірно стисливих ґрунтах)
1КГ-480-52                                                                                                                                                                  Трисекційний будинок на 180 квартир (*для будівництва на нерівномірно стисливих ґрунтах)
1КГ-480-ХХ                                                                                                                                                                   Двосекційний гуртожиток з еркерними кімнатами
1КГ-480-ХХ                                                                                                                                                                         Двосекційний будинок для малосімейних з еркерними кімнатами на 216 квартир                                                     (*Зустрічаються одноблокові будинки на 108 квартир)

##### Будинки з керамзито-бетонних панелей широтної орієнтації
1КГ-480-10                                                                                                                                                             Шестисекційний будинок на 215 квартир
1КГ-480-11                                                                                                                                                            Чотирисекційний будинок на 144 квартири
1КГ-480-25                                                                                                                                                            Чотирисекційний будинок на 144 квартири (*для будівництва на нерівномірно стисливих ґрунтах)
1КГ-480-26                                                                                                                                                             Шестисекційний будинок на 216 квартир (*для будівництва на нерівномірно стисливих ґрунтах)
1КГ-480-44                                                                                                                                                                       Точковий будинок на 54 квартири
1КГ-480-45                                                                                                                                                            Чотирисекційний будинок на 140 або 142 квартири з вбудованими в торцях магазином та підприємствами громадського облуговування 
1КГ-480-46                                                                                                                                                               Односекційний будинок на 36 квартир (*для будівництва на нерівномірно стисливих ґрунтах) 
1КГ-480-47                                                                                                                                                            Чотирисекційний будинок на 128 квартир з вбудованим магазином на першому поверсі
1КГ-480-48                                                                                                                                                            Чотирисекційний будинок на 128 квартир з вбудованим магазином (*для будівництва на нерівномірно стисливих ґрунтах)

#### Будинки з цегляних блоків та цегли
1КГ-480-053                                                                                                                                                                     Подвійна блок-секція будинку рядова та права торцьова на 72 квартири
1КГ-480-054                                                                                                                                                                      Подвійна блок-секція будинку рядова та ліва торцьова на 72 квартири
1КГ-480-055                                                                                                                                                                      Подвійна блок-секція будинку рядова на 72 квартири
1КГ-480-56                                                                                                                                                               Односекційний будинок на 36 квартир